# Best Of (альбом Tokio Hotel)
Best Of — сборник лучших песен немецкой группы Tokio Hotel, выпущенный в декабре 2010 года. Альбом записан как на немецком, так и на английском языке.

## Об альбоме
Best Of составлен из песен, главным образом синглов, из студийных альбомов Schrei (2005), Zimmer 483 (2007), Scream (2007) и Humanoid (2009), а также две новые песни, Madchen Aus Dem All и Hurricanes and suns, которые раньше никогда не выпускались, хотя и были записаны ещё в 2003 и в 2009 годах соответственно. Версии Deluxe идут с 2 DVD: первое включает большинство музыкальных видео Tokio Hotel, а второй Making of — видео для отобранных музыкальных видео.

## Список композиций

### Содержание немецкой версии
1. Durch Den Monsun
2. Der Letzte Tag
3. Madchen Aus Dem All (2003)
4. Ubers Ende Der Welt
5. Schrei
6. An Deiner Seite (Ich Bin Da)
7. Spring Nicht
8. Automatisch
9. Lass Uns Laufen
10. Geisterfahrer
11. Ich Brech Aus
12. Fur Immer Jetzt
13. Rette Mich
14. 1000 Meere
15. Коmm
16. Sonnensystem
17. Humanoid
18. Hurricanes And Suns (Neueh Titel — 2009) (Bonus Track)

### Содержание английской версии
1. Darkside Of The Sun
2. Monsoon
3. Hurricanes And Suns (New Track — 2009)
4. Ready, Set, Go!
5. World Behind My Wall
6. Scream
7. Automatic
8. Phantomrider
9. Break Away
10. Final Day
11. Forever Now
12. By Your Side
13. Rescue Me
14. 1000 Oceans
15. Noise
16. Don’t Jump
17. Humanoid
18. Madchen Aus Dem All 2003 (Bonus Track)

### Содержание Bonus-DVD (Deluxe версия)
| Видео 1. Durch den Monsun 2. Monsoon 3. Schrei 4. Scream 5. Rette Mich 6. Der letzte Tag 7. Wir schliessen uns ein 8. Ubers Ende der Welt 9. Ready, Set, Go 10. Spring nicht 11. Don’t jump 12. An deiner Seite 13. By your side 14. Automatisch 15. Automatic 16. Lass und laufen 17. World behind my Wall 18. Darkside of the sun | Making of 1. Making of «Monsoon» 2. Making of «Schrei» 3. Making of «Uebers Ende der Welt» 4. Making of «Spring nicht» 5. Making of «Automatic» 6. Making of «World behind my wall» |